# Melissa Schäfer
Melissa Sina Schäfer, född 1 juni 1991, är en tysk fotograf som arbetar i Arktis. Hon föddes i Hamburg, Tyskland och bor 2019 i Stockholm. 2019 gav hon ut boken Bortom isbjörnens rike tillsammans med Fredrik Granath. Den utsågs till Årets Pandabok 2020 av Världsnaturfonden WWF.